# Xeer

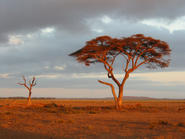
Un guurti (corte) tradicionalmente se forma debajo de una acacia, donde los jueces arbitran una disputa hasta que ambas partes estén satisfechas. Este proceso a veces puede conducir a días de discusiones.

Xeer (pronunciado como jer) es el sistema jurídico tradicional de Somalia que aun se preserva especialmente en el norte de Somalia (región también conocida como Somalilandia) y en las zonas interiores del resto del país. Se presume data de tiempos preislámicos, aunque ha sido influenciada por el Islam y mantiene algunos de sus elementos. La xeer es una ley policéntrica, y proporciona el ejemplo de cómo el derecho consuetudinario puede funcionar en una sociedad sin Estado y como puede aproximarse a lo que se denomina ley natural. En la xeer los crímenes están definidos en función de los derechos de propiedad, el derecho penal está orientado a compensar a la víctima, y sus preceptos se oponen a los impuestos. Sin embargo existen algunas excepciones.
Con algunas diferencias entre las tribus somalíes —muchas tribus tienen una versión propia de esta ley, ajustada a sus intereses— especialmente sobre el matrimonio, el divorcio y las inhumaciones, los principios de la xeer son en general estandarizados, como aquellos respecto al asesinato, el homicidio involuntario, la agresión, la violación, el incendio premeditado, la detención ilegal, el robo con allanamiento de morada, el hurto, la malversación y a la extorsión. Las definiciones de los derechos fundamentales reconocidos por la xeer son por lo general inmutables. 
Bajo los territorios somalíes donde la administración de justicia depende de la ley consuetudinaria xeer se ha formado una critarquía o gobierno de los jueces. En este sistema, los ancianos sirven como mediadores ayudando a la resolución de conflictos utilizando precedentes jurisprudenciales. No tiene ninguna legislatura, ninguna fuerza policiaca y ejército, ninguna prisión y ninguna administración pública. Tienen "familias", que  a manera de aseguradoras garantizan el pago de las remuneraciones y multas impuestas por la ley.
La aplicación más o menos generalizada de la xeer en territorios somalíes luego de la caída del Estado somalí, y por ende la extinción del derecho público en esta región, se ha constituido en objeto de estudio jurídico y antropológico de cómo funcionaría un sistema que aplique el principio de legalidad en una situación de anarquía.